# Золотой кленовый лист
Золотой кленовый лист (англ. Gold Maple Leaf) — золотые инвестиционные монеты, чеканка которых производится Королевским канадским монетным двором с 1979 года. За это время они стали одной из самых популярных монет в мире, обогнав по объёмам продаж даже знаменитый крюгеррэнд.
Дизайн монет «Золотой кленовый лист» остается практически неизменным на протяжении всего периода выпуска, но в зависимости от массы золота они выпускаются в шести номиналах: 1, 2, 5, 10, 20, 50 канадских долларов. Также монеты «Золотой кленовый лист» славятся высоким содержанием драгоценного металла, с 1979 по 1982 год монеты выпускались с пробой 999, а с 1983 года чистота золота была повышена до 999,9.
В мае 2007 года была обнародована специальная монета с номиналом в миллион долларов и примерной стоимостью около четырёх миллионов. Диаметр монеты — 50 см, толщина — 3 см, вес — 100 кг. Монета была занесена в Книгу рекордов Гиннесса. Всего было выпущено шесть монет, продано пять. Одна из монет была украдена из музея Боде в Германии ранним утром 27 марта 2017 года.
На реверсе монеты отчеканен кленовый лист (национальный символ Канады). Кроме кленового листа, на реверсе находится название страны-эмитента, проба драгоценного метала, вес монеты и надпись «чистое золото» на английском и французском языках.
На аверсе канадской монеты изображён портрет королевы Елизаветы II, а также номинал и год выпуска монеты.
| Номинал | Годы выпуска | Проба метала | Масса монеты | Диаметр монеты | Вес золота в тройских |
| Номинал | Годы выпуска | Проба метала | Грамм        | мм             | Унциях                |
| ------- | ------------ | ------------ | ------------ | -------------- | --------------------- |
| 50 CAD  | 1979 — 1982  | 999,0        | 31,1030      | 30             | 1,0000                |
| 50 CAD  | 1983 — н. д. | 999,9        | 31,1030      | 30             | 1,0000                |
| 20 CAD  | 1986 — н. д. | 999,9        | 15,5515      | 25             | 0,5000                |
| 10 CAD  | 1982 — н. д. | 999,9        | 7,7850       | 20             | 0,2500                |
| 5 CAD   | 1982 — н. д. | 999,9        | 3,1200       | 16             | 0,1000                |
| 2 CAD   | 1994 — н. д. | 999,9        | 2,0735       | 15             | 0,0666                |
| 1 CAD   | 1993 — н. д. | 999,9        | 1,5551       | 14             | 0,0500                |

Номинал канадской монеты «Золотой кленовый лист» носит чисто символический характер, так как её стоимость изменяется в зависимости от курса золота на мировых товарных биржах.